# Bruche du pois
Bruchus pisorum
Espèce
Bruchus pisorum, la bruche ou le charançon du pois est une espèce de petits insectes coléoptères chrysomélidés dont les larves apodes se nourrissent entre autres de graines de pois et de haricot dans les gousses pendant leur croissance.

## Description
Long d'environ 4 mm, ses élytres sont tronqués ; il se différencie d'espèces proches par deux taches noires à l'extrémité de l'abdomen. Les larves sont trapues et blanchâtres.

## Répartition et cycle de vie
Cosmopolite, la bruche vit à l'état larvaire dans une graine de pois ou de haricot. Après la métamorphose, l'adulte sort de la graine et part hiverner dans la nature sous des débris végétaux. Au printemps, il est attiré par les fleurs de pois et il en mange le pollen qui est indispensable à la maturation de ses  organes génitaux. Il dépose ses œufs sur des gousses de bonne taille. Dès l'éclosion, la larve perce la gousse et s'installe dans une graine.

## Comment conserver les haricots secs du jardin?
En mettant les graines au congélateur pendant 3 semaines, afin de tuer les œufs. Ensuite conserver les graines à température ambiante.